# Mimmi Sandén
Mimmi Linnéa Marianne Sandén, född 25 december 1995 i Stockholm, är en svensk sångerska, skådespelare och röstskådespelare.
Sandén har gått i Adolf Fredriks musikklasser.
Hon övar sång och skriver musik i Helges Sångstudio och var förr med i dess musikgrupp, Helges All Stars, med Amy Diamond, Alice Svensson, Zara Larsson och sina systrar Molly och Frida Sandén.
Sandén tävlade även i Talang 2007, där hon gick till final. I Talang framförde hon låtarna Knock on Wood, Total Eclipse of the Heart och "Tonight Is What It Means To Be Young"/"Holding Out For A Hero".
Den 28 juli 2007 medverkade hon i Sommarkrysset. Från 2007 till 2011 gjorde hon tillsammans med Morgan "Mojje" Johansson TV-serien Mimmi och Mojje på TV4. Sandén kom på tredje plats i Stjärnskott 2008 när hon uppträdde med låten "Enough Is Enough" tillsammans med Ellen Jonsson och hon kom på andra plats i Idrestjärnan 2008.
Under somrarna 2008 och 2009 medverkade hon också i musikalen Hujeda mej va' många sånger tillsammans med Linus Wahlgren, Hanna Hedlund, Ola Forssmed, Bianca Ingrosso, Benjamin Ingrosso, Frida Sandén, Vendela Palmgren, Josefine Götestam med flera. Sandén deltog i Next Star 2009 i samarbete med ICA Maxi, där hon tog sig till final. Sandén representerade Sverige i Junior Eurovision Song Contest 2009 med låten "Du" och kom där på sjätte plats. 2009 vann hon finalen av Idrestjärnan. År 2010 framförde Sandén låten Satellite av Lena Meyer-Landrut på Gothia Cupen i Göteborg.
Sandén har gjort röstrollen till prinsessan Anna i den svenskspråkiga versionen av den animerade Disneyfilmen Frost, som släpptes på bio i Sverige den 31 januari 2014, och samma röstroll till uppföljaren Frost 2, som släpptes på bio i Sverige den 25 december 2019.

## TV-program
- 2007 - Talang 2007
- 2007 vår - Mimmi och Mojje
- 2007 höst - Mimmi och Mojje på Turné
- 2008 vår - Mimmi och Mojje i Karibien
- 2008 höst - Mimmi och Mojje i fjällen
- 2009 vår - Mimmi & Mojje - den mystiska Mallorcapärlan
- 2010 vår - Mimmi & Mojje på Camping
- 2011 höst - Mimmi och Mojje - vampyrernas återkomst

## Filmografi, svensk dubbning
- Roboten Rob som visats på SVT Barnkanalen (tal)
- Prinsessan Lillifee som Virvla (tal)
- Fångad som Lily (tal)
- Den lille riddaren Trenk som Thekla (tal och sång)
- Pakten som Lyda (tal och sång)
- Disneys Frost som Anna (tal och sång) - 2013
- Blaze och monstermaskinerna (TV-serie) som Watts (tal) - 2015
- Little Charmers (TV-serie) som Hazel (tal) - 2015
- Lugn i Stormen (TV-serie) som Lincoln (tal) - 2016
- Powerpuffpinglorna (TV-serie) som Buttran (tal) -2016
- Ice Age: Scratattack (sång) - 2016
- Trolls som Poppy (tal och sång) - 2016
- Sing som Ash (tal) - 2016
- Trolljakten (TV-serie) som Claire Nuñez och Elis Pepperjack (tal) - 2016
- Pokemon Sol & Måne (TV-serie) som Mallow (tal) - 2017 - 2020
- Sunny Day (TV-serie) som Rox (tal) - 2017
- Drakprinsen (TV-serie) som Claudia (tal) - 2018
- Top Wing (TV-serie) som Brody (tal) - 2018
- The A List (TV-serie) som Mia (tal) - 2018
- Next Gen (film) som Mai (huvudroll) (tal) - 2018/2019
- Kim Possible som Shego (tal) - 2019
- Butterbeans kafé som Jasper (tal) - 2019
- Abby Hatcher som Otis (tal) - 2019
- The Angry Birds Movie 2 som Courtney (tal) - 2019
- Tall Girl som Kimmy Stitcher (tal) - 2019
- The Dark Crystal: Age of Resistance (TV-serie) som Brea (tal) - 2019
- Thomas och vännerna (TV-serie) som Nia och Hong Mei (tal) - 2019
- Kipo och de sällsamma varelsernas tid (TV-serie) som Kipo (tal) - 2019
- Disneys Frost 2 som Anna (tal och sång)  - 2019
- 44 katter (TV-serie) som Neko, Snobine och Baby Pie (tal) - 2020
- Scoob! som Velma Dinkley (tal) - 2020
- Trolls 2: Världsturnén som Poppy (tal och sång) - 2020
- Sing 2 som Ash (tal) - 2021
- Tall Girl 2 som Kimmy Stitcher (tal) - 2022
- Mumier på äventyr (film) som Nefer (huvudroll) (tal och sång) - 2023
- Elementärt (film) som Brinnie (tal) - 2023

## Diskografi

### Singlar
- 2009 - Du